# Lungsunds socken
Lungsunds socken i Värmland ingick i Färnebo härad, ingår sedan 1971 i Storfors kommun och motsvarar från 2016 Lungsunds distrikt.
Socknens areal är 196,32 kvadratkilometer varav 168,41 land. År 2000 fanns här 836 invånare. Lundsbergs skola samt kyrkbyn Lungsund med sockenkyrkan Lungsunds kyrka ligger i socknen.   

## Administrativ historik
Socknen bildades 1643 genom en utbrytning ur Kroppa socken.
Vid kommunreformen 1862 övergick socknens ansvar för de kyrkliga frågorna till Lungsunds församling och för de borgerliga frågorna bildades Lungsunds landskommun. Landskommunen uppgick 1952 i Ullvätterns landskommun som 1967 uppgick i Storfors köping som 1971 ombildades till Storfors kommun. Församlingen uppgick 2010 i Storfors församling.
1 januari 2016 inrättades distriktet Lungsund, med samma omfattning som församlingen hade 1999/2000.
Socknen har tillhört län, fögderier, tingslag och domsagor enligt vad som beskrivs i artikeln Färnebo härad.

## Geografi
Lungsunds socken ligger söder om Filipstad kring sjöarna Stor-Lungen och Öjevettern och dess tillflöden. Socknen är en kuperad sjörik skogsbygd med odlingsbygd vid vattendragen och sjöarna.

## Fornlämningar
Ett 20-tal boplatser från stenåldern har påträffats samt gravrösen från bronsåldern.

## Namnet
Namnet skrevs 1666 Lunggesundh och kyrkan restes vid en gård som by som 1581 skrevs Lungesundh. Namnet syftar på ett sund vid sjön Lungen, vars namn innehåller lugn.

## Befolkningsutveckling
| Befolkningsutvecklingen i Lungsunds socken 1750–1990                                                     | Befolkningsutvecklingen i Lungsunds socken 1750–1990 | Befolkningsutvecklingen i Lungsunds socken 1750–1990 | Befolkningsutvecklingen i Lungsunds socken 1750–1990 | Befolkningsutvecklingen i Lungsunds socken 1750–1990 |
| --- | ---------------------------------------------------- | ---------------------------------------------------- | ---------------------------------------------------- | ---------------------------------------------------- |
| |                                                      |                                                      |                                                      |                                                      |
| År |                                                      |                                                      | Folkmängd                                            |                                                      |
| 1750 | 1750                                                 |                                                      | 1 399                                                |                                                      |
| 1760 | 1760                                                 |                                                      | 1 430                                                |                                                      |
| 1769 | 1769                                                 |                                                      | 1 474                                                |                                                      |
| 1780 | 1780                                                 |                                                      | 1 520                                                |                                                      |
| 1790 | 1790                                                 |                                                      | 1 566                                                |                                                      |
| 1800 | 1800                                                 |                                                      | 1 674                                                |                                                      |
| 1810 | 1810                                                 |                                                      | 1 431                                                |                                                      |
| 1820 | 1820                                                 |                                                      | 1 502                                                |                                                      |
| 1830 | 1830                                                 |                                                      | 1 677                                                |                                                      |
| 1840 | 1840                                                 |                                                      | 2 004                                                |                                                      |
| 1850 | 1850                                                 |                                                      | 2 264                                                |                                                      |
| 1860 | 1860                                                 |                                                      | 2 566                                                |                                                      |
| 1870 | 1870                                                 |                                                      | 2 652                                                |                                                      |
| 1880 | 1880                                                 |                                                      | 2 459                                                |                                                      |
| 1890 | 1890                                                 |                                                      | 1 996                                                |                                                      |
| 1900 | 1900                                                 |                                                      | 1 753                                                |                                                      |
| 1910 | 1910                                                 |                                                      | 1 794                                                |                                                      |
| 1920 | 1920                                                 |                                                      | 1 925                                                |                                                      |
| 1930 | 1930                                                 |                                                      | 1 850                                                |                                                      |
| 1940 | 1940                                                 |                                                      | 1 667                                                |                                                      |
| 1950 | 1950                                                 |                                                      | 1 534                                                |                                                      |
| 1960 | 1960                                                 |                                                      | 1 238                                                |                                                      |
| 1970 | 1970                                                 |                                                      | 841                                                  |                                                      |
| 1980 | 1980                                                 |                                                      | 771                                                  |                                                      |
| 1990 | 1990                                                 |                                                      | 841                                                  |                                                      |
| Anm: Källor: Umeå universitet - Tabellverket 1749-1859, Demografiska databasen, CEDAR, Umeå universitet. |                                                      |                                                      |                                                      |                                                      |